# Елховка (приток Великой)
Елховка — река в России, протекает в Мурашинском районе Кировской области. Устье реки находится в 136 км по правому берегу реки Великой. Длина реки составляет 26 км, площадь водосборного бассейна 110 км².
Исток реки в лесах в 14 км к северу от города Мураши. Река течёт на юг и юго-восток, в среднем течении протекает тремя километрами северо-восточнее посёлка Октябрьский и города Мураши. Впадает в Великую у деревни Даниловка.

## Данные водного реестра
По данным государственного водного реестра России относится к Камскому бассейновому округу, водохозяйственный участок реки — Вятка от города Киров до города Котельнич, речной подбассейн реки — Вятка. Речной бассейн реки — Кама.
Код объекта в государственном водном реестре — 10010300312111100034211.